# Naturschutzgebiet Döring
Koordinaten: 51° 19′ 22,8″ N, 8° 20′ 44,5″ O
Das Naturschutzgebiet Döring mit einer Flächengröße von 5,66 ha liegt nördlich von Klause im Stadtgebiet von Meschede. Es wurde 2020 vom Kreistag des Hochsauerlandkreises mit dem Landschaftsplan Meschede als Naturschutzgebiet (NSG) ausgewiesen. Von 1994 bis 2020 gehörte die heutige NSG-Fläche zum Landschaftsschutzgebiet Meschede.

## Gebietsbeschreibung
Beim NSG handelt es sich um einen aufgelichteten Buchen-Eichen-Mischbestand auf der 500 m hohen Bergkuppe Döring zwischen dem Weiler Klause und der ehemaligen Klinik Beringhausen. Der Wald weist verschiedene Verjüngungsstadien bis zum starken Altbäumen auf. Der Untergrund besteht aus mitteldevonischen Tonsteinen und auf denen im östlichen Teil einige quarzitische Blöcke eingestreut sind. An der Westseite zieht sich ein moos- und flechtenreicher Felsbereich den Berg hinauf. Die höchste Einzelfelsen stehen unter den gesetzlichen Biotopschutz. Strukturell wird der Hainsimsen-Buchenwald mit seiner gesellschaftstypischen Artenzusammensetzung durch seine Altholzanteile mit Höhlenbäumen sowie stehendes und 
liegendes Totholz aufgewertet. Oben auf der Kuppe wurde ein kleiner Nadelholzbereich mit Kiefer, Lärche und Fichte in das NSG mit einbezogen, der den westlichen und östlichen NSG-Teil trennt.

## Schutzzweck
Zum Schutzzweck des NSG führt der Landschaftsplan auf: „Erhaltung eines struktur- und klippenreichen Buchenwaldes mit Habitatelementen für Alt- und Totholzbewohner; damit auch Sicherung der darauf fußenden Lebensgemeinschaften in Flora und Fauna sowie von ursprünglichen Waldbildern in der umgebenden, Nadelholzdominierten Waldlandschaft.“

## Nadelholz
Auf einer Teilfläche auf der Bergkuppe ist weiterhin Nadelholzanbau mit einem Anteil von maximal 20 % einzelstammweise, trupp-, gruppen- oder horstweise zulässig.